# 三位一体 (アルバム)
『三位一体』（さんみいったい）は2015年12月23日に発売されたTHE ALFEE24枚目のオリジナルアルバム。

## 概要
約6年振りのオリジナルアルバム。
読み方は「さんみいったい」が正しく、TVやラジオなどのプロモーション、本作初回限定盤B「ライナーノーツトークセッション」でもこう発音している。
詳しくは三位一体を参照。
ジャケットとボーナスCDの異なる初回限定盤3種と通常盤の4形態で発売（詳細は後述）。
高見沢俊彦によると、タイトルは「3人のボーカル」という意味を込めており、現時点（2015年）のTHE ALFEEを表す言葉として最適な題名だという。
「三人全員がリード・ヴォーカルをとれる」というTHE ALFEEの強みを生かし、曲中でヴォーカルが変わる「スイッチ・ヴォーカル」を多用している。
2016年1月4日付のオリコン週間アルバムランキングで3位獲得。オリジナルアルバムとしては『夢幻の果てに』（1995年1月20日発売／最高2位）以来、20年11か月振りのトップ3入り。

## 収録曲と曲解説
全作詞・全作曲：高見沢俊彦
「或いはノイシュヴァンシュタイン城の伝言」作詞のみ橋本淳。
1. Orionからの招待状
リード曲。NHK-FMで3人がレギュラーをつとめる「THE ALFEE 終わらない夢」のOPにイントロが使われていた（2016年1月13日-2019年6月12日）。
2. 碧空の記憶
先輩バンドであるガロへの敬意を示した楽曲。ライナーノーツには、「With our respect to GARO」と記載されている。
3. 或いはノイシュヴァンシュタイン城の伝言
ノイシュヴァンシュタイン城は「眠れる森の美女の城」のモデルにもなったドイツの城。曲はグループ・サウンズのイメージを彷彿させるような作りになっており、作詞もブルー・シャトウなどで知られる橋本淳が手がけた[3]。
4. G.S. I Love You -あの日の君へ-
高見沢のルーツであるグループ・サウンズへの敬意を示した楽曲。歌詞の中にはGS楽曲のタイトルの一部（髪の乙女、スワン、エメラルド、モナリザ等）が散りばめられている[2]。
5. Manhattan Blues
THE ALFEEには珍しいジャジーな曲。過去には『冒険者たち』があるがこちらは本作とは違い、速くてハードな曲風となっている[3]。なお歌詞に出てくるColtraneとは、有名なサックスプレーヤージョン・コルトレーンのことである。
6. 無情の愛 X
Xはエックスと読む。スイッチ・ヴォーカルの曲。初の試みとして、歌詞の女と男のパートで歌い分けを行なっている[3]。
7. 恋の花占い II
原曲「恋の花占い」は、高見沢ソロ楽曲（「誘惑の太陽」カップリング曲）で、本作の為にリメイクされ、スイッチ・ヴォーカルに変更された。
8. One Step 〜再始動
2015年大阪国際女子マラソンイメージソング
9. 英雄の詩
2014年テレビ東京系特撮テレビ番組『新ウルトラマン列伝』主題歌。
10. GLORIOUS
2013年テレビ東京系ドラマ『刑事吉永誠一 涙の事件簿』主題歌。

## BONUS CD

### 初回限定盤A（Bonus CD Special Live Tracks」T HE ALFEE 2500回記念雷舞 祝!桜井賢還暦コンサートat昭和女子大学人見記念講堂|人見記念講堂 Jan.31, 2015付
1. オープニング ～ ふたりだけの夜
2. 真夜中のロマンス
3. 挽歌
4. 星空のディスタンス
5. SAVED BY THE LOVE SONG
6. Over The Rainbow ～ ジェネレーション・ダイナマイト
7. ONE
8. 冬将軍
9. 明日に架ける橋
10. Pride

### 初回限定盤B （Bonus CD「三位一体 Liner Notes Talk Session」）
1. Opening
2. アルバム「三位一体」について
3. 楽曲解説Part1（Orionからの招待状、碧空の記憶、或いはノイシュヴァンシュタイン城の伝言、G.S. I Love You -あの日の君へ-、英雄の詩）
4. Free Talk
5. 楽曲解説Part2（無情の愛 X、 Manhattan Blues、恋の花占い Ⅱ、 One Step 〜再始動、GLORIOUS）
6. Ending

### 初回限定盤C （Bonus CD「THE ALFEE Best Hit Non-Stop Mix by TURNTABLE JUNKIES」）
1. THE ALFEE BEST HIT MEGA MIX
2. メリーアン
3. SWEAT & TEARS
4. シンデレラは眠れない
5. Final Wars!
6. 太陽は沈まない
7. 100億のLove Story
8. タンポポの詩
9. 冒険者たち
10. Juliet
11. Brave Love ～Galaxy Express 999
12. Justice For True Love
13. サファイアの瞳
14. 希望の鐘が鳴る朝に
15. 星空のディスタンス
16. もう一度ここから始めよう

※それぞれ初回封入特典として、メンバーの写真入り名刺が付いており、記載された電話番号に電話をかけると、メンバーからのメッセージを聞くことができた。

### 参加ミュージシャン
- 鎌田雅人 - Programming&Arrangement（M-2、3、4、5、7、10）
- 本田優一郎 - Programming&Arrangement（M-1、6、8、9）
- 吉田太郎 - Drums（M-1、3、4、5、6、7、8、9）
- 岸利至 - Keyboards（M-1）

### スタッフ
Produced by THE ALFEE
Sound Produced by Toshihiko Takamizawa
Director： Masanao Ozawa, Kazuei Fujino
Mastered by Tom Coyne （Sterling Sound）
Mixed by Minoru Yasuda （all songs except M-10）、Tomonobu Akiba（M-10）
Recorded by Minoru Yasuda
Recording Studios： STUDIO Somewhere, Burnish Stone, HeartBeat RECORDING STUDIO, Studio T
Assistant Engineers： Yohei Horiuchi, Toru Mabu, Kesuke Narita （F.B. Communications）
Chief Manager： Tohru Tanase
Manager： Shigeru “Andore” Katoh, Yumiko Kondo
Executive Producer： Noboru Sekiguchi, Kimitaka Kato